# Culladiella sinuimargo
Culladiella sinuimargo là một loài bướm đêm trong họ Crambidae.